# يعرب
يعرب، هو اسم جد عربي قديم، ويقال أنه ابن قحطان، وانقسم القول في نسب قحطان إلى أقوال عدة، منهم من قال إنه من ولد إسماعيل، ومنهم من قال إنه من ولد هود أو عابر كما يُعتقد.

## نسبه
اختلف في نسبة بين أقول عدة، منها:

### القول بنسبه إلىإسماعيل
من قالوا بذلك دعموا اقوالهم استنادًا على:
- قال تعالى:﴿وَجَاهِدُوا فِي اللَّهِ حَقَّ جِهَادِهِ هُوَ اجْتَبَاكُمْ وَمَا جَعَلَ عَلَيْكُمْ فِي الدِّينِ مِنْ حَرَجٍ مِلَّةَ أَبِيكُمْ إِبْرَاهِيمَ هُوَ سَمَّاكُمُ الْمُسْلِمِينَ مِنْ قَبْلُ وَفِي هَذَا لِيَكُونَ الرَّسُولُ شَهِيدًا عَلَيْكُمْ وَتَكُونُوا شُهَدَاءَ عَلَى النَّاسِ فَأَقِيمُوا الصَّلَاةَ وَآتُوا الزَّكَاةَ وَاعْتَصِمُوا بِاللَّهِ هُوَ مَوْلَاكُمْ فَنِعْمَ الْمَوْلَى وَنِعْمَ النَّصِيرُ ۝٧٨﴾ [الحج:78] وهذا الخطاب في الآية موجه للمهاجرين والأنصار، وهذا بيان واضح على إسماعيلية قحطان.
- ذكر ابن عبد البر الاندلسي في: كان ابن عمر رضي الله عنهما يشهد لقول من جعل قحطان وسائر العرب من إسماعيل.[3]
- جزم الأشعري في كتابه بأن العرب من ولد إسماعيل مستدلًا بقول الله تعالى: «ملة أبيكم إبراهيم».[4]
- قال الرسول ﷺ: {أرموا بني إسماعيل فإن أباكم كان راميا}. حيث أن الخطاب في الحديث موجه لقبيلة أسلم وبعض الأنصار، ومن المعلوم إن أسلم والأنصار من قحطان، ففي هذا الحديث الشريف نص واضح على إسماعيلية قحطان.
- بوب البخاري في كتابه: باب نسبة اليمن إلى إسماعيل.[5] وكذلك بوب الزبير بن بكار.
- قال الإمام العيني عند حديث (ارموا بني إسماعيل): وفي الحديث دلالة على رجحان قول من قال من أهل النسب إن اليمن من ولد إسماعيل وأسلم من قحطان.[6]
- يرى ابن حزم الأندلسي في أن قحطان من إسماعيل مستدلًا بحديث بني إسماعيل.[7]
- قال ابن حجر العسقلاني عند حديث (ارموا بني إسماعيل): وزعم الزبير بن بكار إلى أن قحطان من ذرية إسماعيل وأنه قحطان بن الهميسع بن تيم بن نبت بن إسماعيل عليه السلام، وهو ظاهر قول أبي هريرة المتقدم في قصة هاجر حيث قال وهو يخاطب الأنصار «فتلك أمكم يا بني ماء السماء» هذا هو الذي يترجح في نقدي. ثم قال: وذلك أن عدد الآباء بين المشهورين من الصحابة وغيرهم وبين قحطان متقارب من عدد الآباء بين المشهورين من الصحابة وغيرهم وبين عدنان، فلو كان قحطان هو هودا أو ابن أخيه أو قريبا من عصره لكان في عداد عاشر جد لعدنان على المشهور أن بين عدنان وبين إسماعيل أربعة آباء أو خمسة.

وقال: وقد جمعت مما وقع لي من ذلك أكثر من عشرة أقوال، فقرأت في كتاب النسب لأبي رؤبة على محمد بن نصر فذكر فيه فصلا في نسب عدنان فقال: «قالت طائفة هو ابن أد بن أدد بن زيد بن معد بن مقدم بن هميسع بن نبت بن قيدار بن إسماعيل».
- قال القلقشندي: وأما قحطان عند أهل العلم فهو ابن الهميسع بن يمن بن نبت بن قيدرا بن إسماعيل عليه السلام.[9]
- يرى الإمام أبو عبيدة: نسب قحطان إلى إسماعيل عليه السلام.[10]

### القول بنسبه إلىهودأوعابر
قيل هو أحد أحفاد النبي هود عليه السلام، المسمى في الكتب السماوية المحرفة الأخرى عابر. وساقوا له نسب: هو يعرب بن قحطان بن هود بن شالخ بن قينان بن أرفخشذ بن سام بن نوح أبو العرب وقد عاش في فترة 8062 قبل الميلاد، وهو أول من كتب اللغة العربية القديمة (ربما قصد بها العربية الكنعانية أو الفينيقية) ومنه أخذ العرب اسمهم، نزل مع أخيه يقطان بن قحطان أرض اليمن وكان قحطان أول من ملك اليمن.
وهو المقصود في قول الشاعر البحتري:
وقال ابن هشام: «يمن هو يعرب بن قحطان سمي بذلك لأن هودا قال له أنت أيمن ولدي نقيبة في خبر ذكره.»
قال وهو أول من قال القريض والرجز وهو الذي أجلى بني حام إلى بلاد المغرب بعد أن كانوا يأخذون الجزية من ولد قوطة بن يافث. قال وهي أول جزية وخراج أخذت في بني آدم. وقد احتجوا لهذا القول أعني؛ أن قحطان من ولد إسماعيل يقول النبي ﷺ ارموا يا بني إسماعيل فإن أباكم كان راميا قال هذا القول لقوم من أسلم بن أفصى، وأسلم أخو خزاعة وهم بنو حارثة بن ثعلبة بن عمرو بن عامر، وهم من سبأ بن يشجب بن يعرب بن قحطان، ولا حجة عندي في هذا الحديث لأهل هذا القول لأن اليمن لو كانت من إسماعيل - مع أن عدنان كلها من إسماعيل بلا شك - لم يكن لتخصيص هؤلاء القوم بالنسب إلى إسماعيل معنى، لأن غيرهم من العرب أيضًا أبوهم إسماعيل ولكن في الحديث دليل والله أعلم - على أن خزاعة من بني قمعة أخي مدركة بن إلياس بن مضر، كما سيأتي بيانه في هذا عند حديث عمرو بن لحي وكذلك قول أبي هريرة  هي أمكم يا بني ماء السماء يعني: هاجر، يحتمل أن يكون تأول في قحطان ما تأوله غيره ويحتمل أن يكون نسبهم إلى ماء السماء على زعمهم فإنهم ينتسبون إليه كما ينتسب كثير من قبائل العرب إلى حاضنتهم وإلى رابهم أي زوج أمهم.

## وصيته
قال علي بن محمد: قال الدعبل بن علي: فيقال: إن يعرب بن قحطان حفظ وصية أبيه، وثبت عليها، وعمل بها. ويقال: إنه أول من تبحبح بالعربية الواسعة، ونطق بأفصحها، وأوجزها، وأبلغها. والعربية منسوبة إليه مشتقة من اسمه. وهو الذي ذكره حسان بن ثابت الأنصاري في شعره الذي يقول فيه:
وفي ذلك يقول علقمة ذو جدن:
وحدثنا علي بن محمد عن جده الدعبل بن علي، أن يعرب بن قحطان وصَّى بنيه مما وصاه به أبوه، فقال لهم: يا بني احفظوا مني خصالًا عشرًا تكون كذا لكم ذكرًا وذخرًا. يا بني تعلموا العلم واعملوا به. واتركوا الحسد عنكم ولا تلتفتوا إليه، فإنه داعية القطيعة فيما بينكم، وتجنبوا الشر وأهله، فإن الشر لا يجلب عليكم خيرًا. وأنصفوا الناس من أنفسكم لينصفوكم من أنفسهم. وإياكم والكبر؛ فإنه يبعد قلوب الرجال عنكم. وعليكم بالتواضع، فإنه يقربكم من الناس ويحببكم إليهم. واصفحوا عن المسيء إليكم، فإن الصفح عن المسيء يجنبكم العداء ويزيد مع السؤدد سؤددًا ومع الفضل فضلًا. وآثروا الجار الدخيل على أنفسكم، فإن جماله جمالكم. ولأن يسوء حال أحدكم خير له من أن يسوء حال جاره، لأن تفقد الناس للمقتدي أكثر من تفقدهم للمقتدى به. وانصروا مواليكم، فإن مواليكم في السلم والحرب منكم ولكم. وابن مولاكم من أنفسكم، وحقه عليكم مثل حق أحدكم على سائركم. وإذا استشاركم مستشير فأشيروا عليه بمثل ما تشيرون به على أنفسكم في مثل ما استشاركم فيه، فإنها أمانة ألقاها في أعناقكم، والأمانة ما قد علمتم. وتمسكوا باصطناع الرجال أجدر أن تسودوا به عليهم، وأحرى أن يزيدكم ذلك شرفًا وفخرًا إلى آخر الدهر. ثم أنشأ يقول:

## الاختلاف فيما كان قد تكلم العربية أو لا
يرجع المؤرخون أصل العرب إلى العرب العاربة والعرب المستعربة، وسبب ذلك خلاف حدث في العصر الأموي بين العرب اليمنيين والحجازيين فصار كل طرف ينسب لنفسه قدم الأصل، فقال اليمنيون أنهم من نسل «أبو العرب» يعرب بن قحطان وانهم أول من سكن الجزيرة العربية وأن يعرب بن قحطان هو أول من تكلم العربية، يقول حسان بن ثابت:
وادعى اليمنيون أن العرب الذين أسموهم «مستعربة» وفدوا إليهم من الخارج وتثقفوا بثقافتهم. بالمقابل قال العرب الحجازيين أن إسماعيل بن إبراهيم هو أول من تكلم العربية وأن نسله من هاجر فقط هم العرب وأن اليمنيين تعربوا بلغة إسماعيل بن إبراهيم.
وترى علماء العربية حيارى في تعيين أول من نطق بالعربية، فبينما يذهبون إلى إن «يعرب» كان أول من أعرب في لسانه وتكلم بهذا اللسان العربي، ثم يقولون: ولذلك عرف هذا اللسان باللسان العربي، تراهم يجعلون العربية لسان أهل الجنة ولسان آدم، أي انهم يرجعون عهده إلى مبدأ الخليقة، وقد كانت الخليقة قبل خلق «يعرب» بالطبع بزمان طويل.
ثم تراهم يقولون: أول من تكلم بالعربية ونَسِي لسان أبيه إسماعيل. أُلهم إسماعيل هذا اللسان، العربي إلهامًا. وكان أول من فُتق لسانه بالعربية المبينة، وهو ابن أربع عشرة سنة إسماعيل
وقيل إن «يعرب» هو أول من أعرب في لسانه، وأنه أول من نطق بالعربية، وأن العربية إنما سميت به، فأخذت من اسمه، إنما هم القحطانيون. وهم يأتون بمختلف الروايات.
وقيل أن إسماعيل انطقه الله بها العربية ونسبة إليه